# Louis Obeegadoo
Louis Obeegadoo est un homme politique mauricien, ministre du logement et des terres de 2019 à 2024.